# 城下站
城下站（日语：／ Shiroshita eki */?）是位於長野縣上田市諏訪形字中田，上田電鐵的別所線車站。車站編號為BE02。

## 歷史
- 1921年（大正10年）6月17日 上田溫泉電軌開設三好町站[1]。當時為青木線的起點站。
- 1924年（大正13年）8月15日 千曲川鐵橋開通，開始駛入上田站，此站成為起點站。
- 1927年（昭和2年）12月 車站遷移至專用軌道上，並改名為城下站[1]。
- 1938年（昭和13年）7月25日 青木線廢止，成為川西線車站。
- 1939年（昭和14年）
  - 3月19日 路線名稱變更，成為別所線車站。
  - 9月1日 公司名稱改變，成為上田電鐵的車站。
- 1943年（昭和18年）10月21日 公司合併，成為上田丸子電鐵的車站。
- 1969年（昭和44年）5月31日 公司名稱改變，成為上田交通的車站。
- 1972年（昭和47年）6月30日 成為無人車站[1]。
- 2005年（平成17年）10月3日 鐵路部門分拆為子公司，成為上田電鐵的車站。
- 2019年（令和元年）
  - 10月13日 超強颱風海貝思（颱風19號）吹襲日本，使此站至上田站之間的千曲川橋樑倒塌，全線暫停服務。
  - 10月15日 上田站至下之鄉站之間開設代行巴士。此站的代行巴士站位於千曲巴士（日语：千曲バス）「三好町一丁目」巴士站。
  - 11月16日 此站至別所溫泉站之間的列車服務重開。此站至上田站之間繼續安排代行巴士，代行巴士站遷移至站前。使此站成為有人車站。
- 2021年（令和3年）3月28日 - 千曲川橋樑復修工程完成，全線重開。翌日起再次成為無人車站。

## 車站構造
車站是一座地面車站，設有2面2線相對式月台。兩月台靠近上田站一方設有樓梯出入口，兩月台之間設有站內平交道連接，當中平交道沒有警報器和遮斷機。
在600V→750V時代，靠近上田一方的車站大樓內設有職員負責販賣車票。在上田交通時代，車站無人當值。在升壓至1500V的時候，車站完全成為無人車站。後來，由於超強颱風海貝思（颱風19號）吹襲日本，上田站至此站之間長期不能通行，當時安排了代行巴士以便轉乘前往上田。在2019年11月起臨時設置了站務室，再次安排職員當值。在這段時候，除了站內設有折返專用信號設備外，也有簡易廁所和候車室。在2021年全線重開時候，此站再次成為無人車站，臨時設置的站務室撤走了。
由於別所線所有班次都是一人控制列車。通常，列車只會開啟前進方向中的前門，在平日6時30分至8時30分之間，前往上田的列車會開啟所有車門。

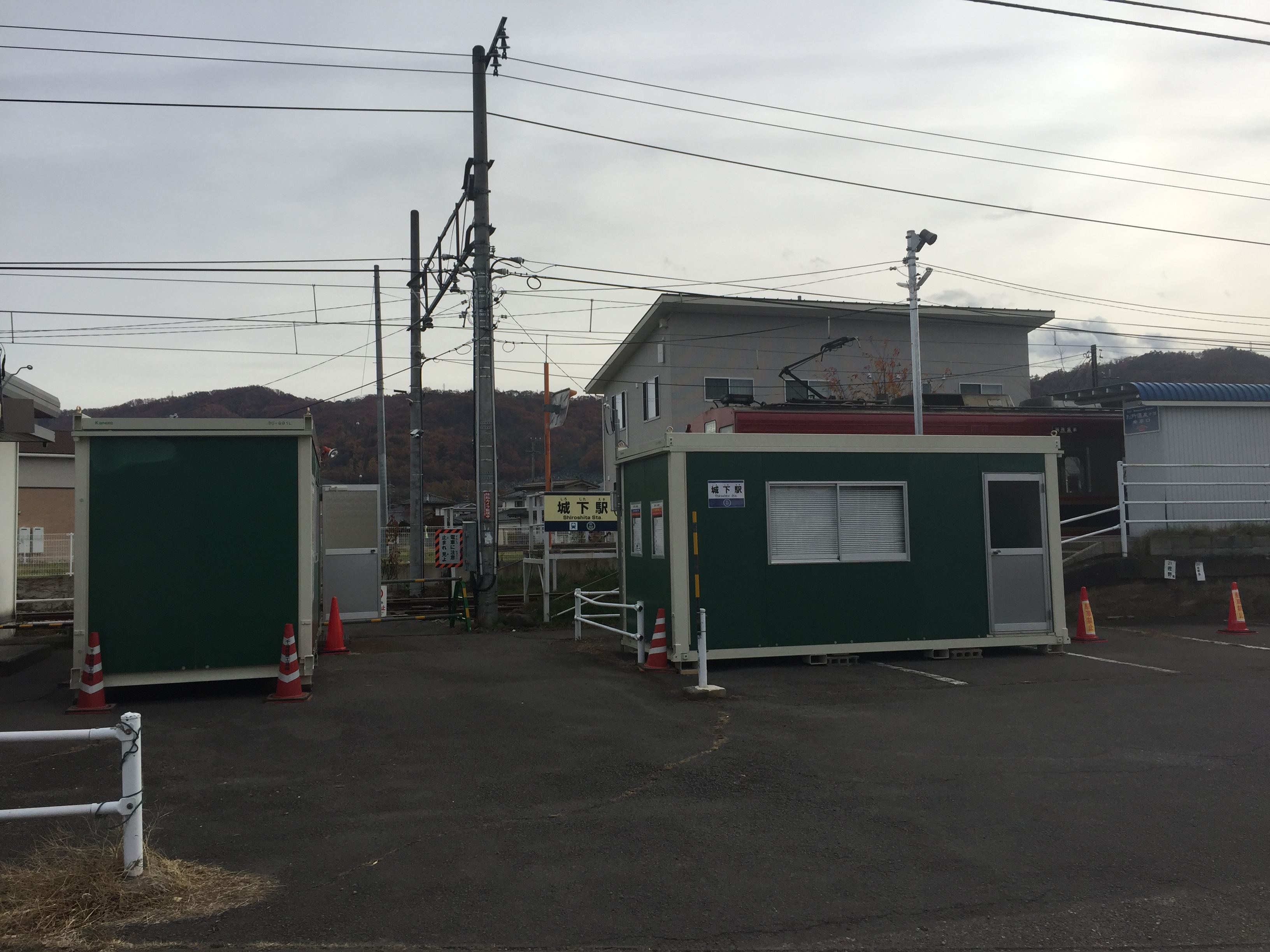
城下站臨時閘口

### 月台
| 月台 | 路線    | 上下行 | 方向                 |
| ---- | ------- | ------ | -------------------- |
| 南邊 | ■別所線 | 下行   | 下之鄉、別所溫泉方向 |
| 北邊 | ■別所線 | 上行   | 上田方向             |

在旅客資訊上沒有編排月台號碼。在2019年 - 2021年，此站至上田站之間不能通行的時候，當時只使用北邊月台作拆返之用。

## 使用狀況
| 年度   | 一日平均 乘車人次 |
| ------ | ----------------- |
| 2010年 | 14                |
| 2011年 | 13                |
| 2012年 | 13                |
| 2013年 | 17                |
| 2014年 | 16                |
| 2015年 | 18                |
| 2016年 | 18                |
| 2017年 | 17                |

## 車站周邊
在古時車站附近為農田，自從1921年（大正10年）9月10日從舊小縣郡城下村編入至上田市後開始開發住宅區，使現時附近變成住宅區。
- 上田市立城下小學
- 上田三好町郵局
- 小菅訓導殉職紀念碑
- 千曲川
- 千曲巴士（日语：千曲バス）青木線（列車替代路線）室賀線三好町1丁目巴士站

## 相鄰車站
上田電鐵
■別所線
上田（BE01）－城下（BE02）－三好町（BE03）

## 注腳
1. 1 2 3 4 5 6  信濃毎日新聞社出版部. . 信濃毎日新聞社. 2011-07-24: 325. ISBN 9784784071647 （日语）.

## 外部連結
- 城下站（BE2） | 上田電鐵株式會社 （页面存档备份，存于）（日語）